# Phaeogenes trianguliferens
Phaeogenes trianguliferens är en stekelart som beskrevs av Heinrich 1977. Phaeogenes trianguliferens ingår i släktet Phaeogenes och familjen brokparasitsteklar. Inga underarter finns listade i Catalogue of Life.